# Simplicistilus tanuekes
Genre
Espèce
Synonymes
- Centromerus venustus Locket, 1968

Simplicistilus tanuekes, unique représentant du genre Simplicistilus, est une espèce d'araignées aranéomorphes de la famille des Linyphiidae.

## Distribution
Cette espèce se rencontre en Afrique de l'Ouest et en Afrique centrale.

## Publication originale
- Locket, 1968 : Spiders of the family Linyphiidae from Angola. Publicações Culturais da Companhia de Diamantes de Angola, vol. 71, p. 61-144.